# Franz Xavier Nierhoff
Franz Xavier Nierhoff MSF (* 25. März 1913 in Fröndenberg/Ruhr; † 5. März 1994) war ein deutscher Ordensgeistlicher und römisch-katholischer Bischof von Floresta.

## Leben
Franz Xavier Nierhoff wuchs in Wickede (Ruhr) auf und trat der Ordensgemeinschaft der Missionare von der Heiligen Familie bei. Am 23. Juni 1940 empfing er das Sakrament der Priesterweihe.
Er ging im Auftrag seines Ordens nach Brasilien, wo er schließlich Regens des Priesterseminars in Crato wurde.
Papst Paul VI. ernannte ihn am 4. August 1964 zum ersten Bischof des neuerrichteten Bistums Floresta. Der Erzbischof von Paderborn, Lorenz Jaeger, spendete ihm am 29. November desselben Jahres in seiner Heimatkirche St. Antonius in Wickede die Bischofsweihe. Mitkonsekratoren waren Johann Wember MSF, Apostolischer Vikar von Nordnorwegen, und Severino Mariano de Aguiar, Bischof von Pesqueira.
Er nahm an der dritten und vierten Sitzungsperiode des Zweiten Vatikanischen Konzils als Konzilsvater teil. Am 12. Dezember 1988 nahm Papst Johannes Paul II. seinen altersbedingten Rücktritt an.